# Rhagonycha maceki
Rhagonycha maceki là một loài bọ cánh cứng trong họ Cantharidae. Loài này được Svihla miêu tả khoa học năm 1983.